# Matt Roe
Pour les articles homonymes, voir Roe.
Matt Roe est un acteur et scénariste américain né le 1er janvier 1952 à New York, État de New York (États-Unis), décédé le 9 octobre 2003 à Los Angeles (Californie).

## Filmographie

### comme acteur
- 1998 : Le Dernier Templier (The Minion)
- 1988 : Baby M (TV) : Paul Keonig
- 1989 : The Neon Empire (TV) : Metzger
- 1989 : Love and Betrayal (TV) : Irv
- 1989 : Puppet Master : Frank Forrester
- 1990 : Double Revenge : DA Steve Hamilton
- 1990 : Un pourri au paradis (My Blue Heaven) : FBI Man
- 1990 : Jeu d'enfant II (Child's Play 2) : Policeman in Car
- 1990 : Le Grand Tremblement de terre de Los Angeles (The Big One: The Great Los Angeles Earthquake) (TV) : Hal Kellogg
- 1991 : Last Call de Jag Mundhra : Jason Laurence
- 1991 : The Unborn : Jeff
- 1992 : Au cœur du mensonge (Calendar Girl, Cop, Killer? The Bambi Bembenek Story) (TV) : Greg Esperson
- 1993 : Sins of the Night : Ted Quincy
- 1994 : Sexual Malice : William Altman
- 1994 : Improper Conduct : Defense Attorney
- 1994 : Y a-t-il un flic pour sauver Hollywood ? (Naked Gun 33 1/3: The Final Insult) : Clayton
- 1994 : Pentathlon : German Engineer
- 1995 : Black Scorpion (TV) : Mayor Artie Worth
- 1997 : Black Scorpion 2: Aftershock : Mayor Artie Worth
- 2000 : Night All Day : Twin Customer
- 2001 : The Groomsmen : Father

### comme scénariste
- 1995 : Tainted Love (TV)
- 1996 : Irresistible Impulse (TV)